# National Register of Historic Places
Het National Register of Historic Places (Nederlands: "nationaal register van historische plaatsen") is de monumentenlijst van de federale overheid van de Verenigde Staten. De lijst bevat meer dan één miljoen historische districten, locaties, bouwwerken en objecten die historisch waardevol geacht worden. Zo'n 80.000 eigendommen staan als aparte eenheden op de lijst; de rest behoort tot een historic district. Elk jaar worden er zo'n 30.000 eigendommen - zowel individueel of als deel van een district - aan de lijst toegevoegd. Plaatsen met nationale monumentenstatus (zoals National Historic Landmarks) komen automatisch op de lijst terecht.
Het National Register of Historic Places kwam tot stand door de National Historic Preservation Act, een federale wet die in 1966 aangenomen werd. Het register wordt beheerd door de National Park Service, dat onder het ministerie van binnenlandse zaken valt. Zij hebben onder andere tot doel de eigenaars van historische locaties, alsook belangengroepen zoals het National Trust for Historic Preservation, bij te staan met de coördinatie, identificatie en bescherming van de locaties. Opname in het National Register is vaak alleen van symbolisch belang; het biedt geen bescherming tegen verbouwing of afbraak. Het kan wel financiële voordelen met zich meebrengen. Eigenaren van op de lijst vermelde gebouwen en objecten kunnen 20% belastingaftrek krijgen voor restauratiewerk. Ze kunnen ook in aanmerking komen voor federale subsidies.
Uitzonderlijk worden ook historische locaties buiten de eigenlijke Verenigde Staten, maar die er wel mee geassocieerd worden, op de lijst geplaatst. Een voorbeeld daarvan is de Amerikaanse legatie in Tanger (Marokko) en de site van de slag bij de Rozenknop.